# Georg Große (Politiker, 1897)
Georg Große (* 25. Februar 1897 in Lipten, Provinz Brandenburg; † 20. März 1967 in Kohlscheid) war ein deutscher Politiker (KPD). Er war Mitglied des ersten gewählten Landtags von Nordrhein-Westfalen.

## Leben
Große besuchte die Volksschule und begann danach ab 1915 als Bergmann zu arbeiten. Er unterbrach die Tätigkeit aber bereits im folgenden Jahr, um bis Anfang 1919 als Soldat am Ersten Weltkrieg teilzunehmen. Anschließend arbeitete er weiter als Bergmann. Er war 1920 Mitglied der Kommunistischen Partei Deutschlands (KPD) geworden und war von 1929 bis 1932 Mitglied des Gemeinderates in Oidtweiler und Alsdorf. Ab 1931 war er auch in der Bezirksleitung der Revolutionären Gewerkschafts-Opposition (RGO) tätig und wurde im selben Jahr wegen seiner politischen Tätigkeit im Betrieb entlassen.
Im Februar 1933 begann für Große die politische Verfolgung durch die Nationalsozialisten, es folgte Emigration und Haft, aus der er 1940 entlassen wurde. Er begann wieder als Kohlenhauer zu arbeiten. Im August 1944 folgte eine erneute Verhaftung, bevor er ein weiteres Mal entlassen wurde.
Ab Oktober 1944 arbeitete Große als Bergmann in Wattenscheid. Dort wurde er im Januar 1945 Betriebsratsvorsitzender und beteiligte sich bei der Neugründung des Freien Deutschen Gewerkschaftsbundes. Nach 1946 war er hauptamtlich im Industrieverband Bergbau als Bezirksleiter tätig. Von 1946 bis 1950  war er in der IG Bergbau und Energie als Bezirksleiter tätig.
Große wohnte in Alsdorf und wurde in der ersten Wahlperiode über die Landesliste der KPD in den nordrhein-westfälischen Landtag gewählt und war vom 20. April 1947 bis zum 17. Juni 1950 Abgeordneter, ab dem 3. Juli 1947 war er stellvertretender Vorsitzender des Wiederaufbauausschusses.